# Lathyarcha tetrica
Lathyarcha tetrica is een spinnensoort in de taxonomische indeling van de Desidae.
Het dier behoort tot het geslacht Lathyarcha. De wetenschappelijke naam van de soort werd voor het eerst geldig gepubliceerd in 1908 door Eugène Simon.